# جولیپولی
جولیپولی (به ایتالیایی: Giuliopoli) یک منطقهٔ مسکونی در ایتالیا است که در روزللو واقع شده‌است.